# Ruhnama
Ruhnama (en turcman, El llibre de l'ànima) és un llibre escrit per Saparmurat Niàzov mentre era president vitalici de Turkmenistan. Combina el culte a la personalitat amb la política anomenada turkmenització, en forma d'una guia espiritual i moral, una versió revisionista de la història nacional amb notes autobiogràfiques (tot plegat d'un contingut dubtós), i una selecció de contes i poemes del poeta sufí Magtymguly Pyragy.
Aquest llibre té el propòsit de servir com a «guia espiritual de la nació» i fonament de les arts i la literatura nacionals, tot fomentant una imatge positiva del poble turcman, una interpretació històrica de la seua història, un repàs dels costums turcmans i una definició de «les normes morals, familiars, socials i religioses per als turcmans d'avui dia».
El llibre ha sigut traduït a 41 llengües. De fet, per tal que una empresa forastera fera negocis a Turkmenistan havia de traduir i publicar el Ruhnama.

## Història
El 2001, Niyazov en va publicar el primer volum «per tal d'encoratjar l'esperit dels turcmans». El 2004 en va eixir el segon volum, que tracta assumptes ètics, filosòfics i comportaments a la vida.
El març de 2006, Niyazov va declarar que havia intercedit amb Déu per tal d'assegurar que qualsevol estudiant que llegira el llibre tres vegades tinguera porta oberta al cel. La introducció del Ruhnama a la vida pública va ser gradual, esdevenint-ne bàsica. En un començament, el president Niyazov només en va enviar còpies a les biblioteques i les escoles, però finalment en va acabar havent exàmens fins a l'hora d'aconseguir el carnet de conducció. La lectura del Ruhnama era obligatòria a les escoles, universitats i institucions públiques. Els nous funcionaris havien de passar proves sobre aquest llibre. El govern va obligar les llibreries i les oficines públiques a mostrar el llibre de manera palesa, així com les mesquites a exhibir-lo tan prominentment com l'Alcorà. En protestar-hi alguns imams, al·legant que aquesta demanda era blasfema, l'Estat va enderrocar algunes mesquites. El desembre de 2009, el president Gurbanguly Berdymukhammedov encara recomanava el Ruhnama com una eina en l'educació dels infants.

## ElRuhnamaa la vida pública
El coneixement del Ruhnama és obligatori, imposat tant a les comunitats religioses com a la societat en general. El llibre és part fonamental del temari des del col·legi fins a la universitat. Se'n fan proves tant per ser funcionari públic com per a aconseguir el carnet de conduir.
La crítica pública o la reverència insuficient era considerada com un greuge al mateix president, i, per tant, durament castigades amb el desnonament, l'empresonament o la tortura per a l'ofensor (o la família sencera si la falta era prou greu). De la mort de Niyazov ençà, la repressió per la manca de respecte al Ruhnama és un assumpte controvertit.
A Aşgabat, la capital de Turkmenistan, hi ha una rèplica mecànica gegantesca dedicada al Ruhnama. Cada vesprada a les vuit s'obre, i a les planes (que en realitat són enormes pantalles) apareixen passatges animats del llibre.
El periodista d'AP Benjamin Harvey va informar el maig de 2007, pocs mesos després de la mort de Niyazov, que les cadenes de televisió emetien lectures solemnes del llibre; que a un costat dels arcs d'entrada a la mesquita més gran de l'Àsia central (al poble nadiu de Niyazov) hi havia gravada la inscripció «El Ruhnama és un llibre sagrat», i a un altre costat «L'Alcorà és el llibre de Déu'»; a més, les carreteres cap a Aşgabat tenien cartells del Ruhnama a totes dues bandes, amb efígies de Niyazov; i a les fonts, monuments i edificis públics de la capital hi ha inscrites cites del llibre.